# Redaktionssystem
Redaktionssysteme sind Softwaresysteme zur Verwaltung von publizistischen Inhalten, wie Zeitungen, Zeitschriften und Web-Seiten aber auch Unternehmenspublikationen wie Geschäftsberichte, Medienmitteilungen oder Broschüren. Wesentliches Merkmal ist die Trennung von Inhalten (Content), Datenstruktur und Design (Layout) sowie die Möglichkeit der Zugriffssteuerung bzw. Workflow.  Im Zusammenhang mit Websites oder im Kontext der Unternehmenskommunikation werden Redaktionssysteme auch als Content-Management-Systeme bzw. Publikationssysteme bezeichnet.

## Geschichte
Seit den 1980er Jahren stellten Tageszeitungen ihren Produktionsprozess allmählich auf Redaktionssysteme um. Im Zuge dieser Neuorganisation redaktioneller Abläufe verschwanden ganze Berufe wie der Setzer. Der Arbeitsbereich des Journalisten veränderte sich: Die Arbeit am Bildschirm wurde immer wichtiger.
Mit der Entstehung von Online-Redaktionen wuchsen den Redaktionssystemen weitere Funktionen zu, vgl. Content-Management-System.
Heute werden Redaktionssysteme auch in zahlreichen Unternehmen eingesetzt. Dabei ist ihre Aufgabe einerseits das Produzieren von Content für Publikationen (Kataloge, Bedienungsanleitungen, Geschäftsberichte, Websites usw.), andererseits das interne Wissensmanagement im Intranet.

### Redaktionssysteme in der redaktionellen Arbeit
Redaktionssysteme wurden zunächst zur Erstellung von Printmedien, später auch von Online-Medien, Katalogen und Technischer Dokumentation in Medien sowie in der Kommunikation von Industrie und Handel eingesetzt. Tageszeitungen und Zeitschriften, Extranet- und Intranet-Content, aber auch Website-Content wie Kataloge von Versandhäusern werden mit Hilfe solcher Systeme erstellt.

### Redaktionssysteme im Web
Ein Redaktionssystem ermöglicht Online-Redakteuren, ohne tiefergehende HTML-Kenntnisse Webseiten anzulegen und zu bearbeiten. Zumindest theoretisch kann man ohne jegliche „Programmierkenntnisse“ Texte formatieren, verlinken etc. Wenn es sich ausschließlich um ein System zur Erstellung von Websites handelt, spricht man von einem Web Content Management System.
Webbasierte Redaktionssysteme – die aktuelle Form von Content-Management-Systemen (CMS) im Verlags- und Medienbereich – sind vom Aufbau her komplex, bieten aber dabei komfortable Bedienung und erlauben häufig, dass die Redakteure auch von unterwegs, von anderen Standorten aus, damit arbeiten.

## Arbeitsweise
Die meisten Systeme nutzen eine Art Dateimanager oder einen Webbrowser, um zu der zu bearbeitenden Seite zu gelangen und sie anschließend in einem WYSIWYG-Editor zu bearbeiten. Andere Systeme bieten die Möglichkeit, wie ein normaler Seitenbesucher durch die Website zu navigieren. Als Redakteur authentifiziert, kann man dann Inhalt leicht erstellen oder ändern.
Die Inhalte der Datenbank werden entweder mit Hilfe einer Datenbank-, Tabellen-Ansicht oder mit Texteditoren gefüllt. Je nach System können die Inhalte auch mit DTP-Applikationen eingegeben und verändert werden.
Das eigentliche Erstellen von Blättern, Katalogen und Zeitschriften geschieht zumeist nach wie vor in einem DTP-Programm, welches direkt an das Redaktionssystem gekoppelt ist. Im DTP-Programm werden die Inhalte aus der Datenbank formatiert dargestellt.
Je nach Redaktionssystem können somit aus den gleichen Inhalten unterschiedliche Publikationsarten und Medien bedient werden:
- Seiten
- Hefte
- Kataloge
- Bücher
- Preislisten
- Zeitschriften
- Medienmitteilungen
- Geschäftsberichte
- Broschüren
- Technische Dokumentation
- CD-ROM, DVD
- HTML, XHTML
- XML
- PDF

Redaktionssysteme können somit gleiche Inhalte unterschiedlich formatiert ausleiten.

## Layout- oder Inhaltsorientierung
Ältere Redaktionssysteme, insbesondere für Printmedien, legten den Schwerpunkt auf ein flexibles Layout. In diesem Fall stehen die medienneutrale und redundanzfreie Speicherung der Inhalte nicht im Vordergrund.
Andere Redaktionssysteme, meist für regelmäßige Publikationen, setzen oft auf ein automatisiertes Layout. Bei diesen Systemen steht die Verwaltung und das Auffinden von Information sowie das Sichern der Fakten im Vordergrund.
Durch das automatisierte Layout können auf Knopfdruck rasch ganze Kataloge erstellt werden.

## Bestandteile
Statuskonzept
Alle Inhalte und Dokumente werden mit einem Status gesichert.
Rollenkonzept
Alle beteiligten Mitarbeiter werden einer Rolle zugeordnet.
Benutzerrechte und -Gruppen
Die Systeme ermöglichen die Verteilung unterschiedlicher Benutzerrechte und Gruppen. Somit können Administratoren und andere Benutzer angelegt werden.
Workflowkonzept
Der Arbeitsfluss ist zumeist frei konfigurierbar.
Statistik
Die Systeme erleichtern die Ermittlung von Kennzahlen.
Prozesssicherheit
Redaktionssysteme garantieren die Prozesssicherheit bei der Erstellung geistiger Inhalte. Der Qualitätsgedanke aus der Produktionstechnik kann auch auf die Erstellung von Inhalten übertragen werden. Dazu trägt die Informationsstrukturierung mittels SGML bei.
Anbindung von Dienstleistern
Redaktionssysteme ermöglichen die einfache Zusammenarbeit mit  Dienstleistern via Remote-Zugriff. Das können Redakteure sein, aber auch Übersetzer, Druckdienstleister oder Agenturen.
Versionsverwaltung
Redaktionssysteme können unterschiedliche Versionen von Dokumenten verwalten. Somit können alte Inhalte auf Wunsch erstellt werden. Selbstverständlich kann nachgeprüft werden, wer was wann geändert hat.
Variantenverwaltung
Auf Wunsch können von einer Publikation Varianten erzeugt werden. Da Varianten zumeist ein hohes Maß an Übereinstimmung haben, können die gleiche Datenbankinhalte für unterschiedliche Publikationen genutzt werden. Der Vorteil der Wiederverwendbarkeit spielt hierbei eine große Rolle. Varianten können mehrere Versionen haben.
Terminologiemanagement
Beim Terminologiemanagement verwaltet eine Datenbank einen einheitlichen Gebrauch von Worten bzw. Benennungen. Durch striktes Einhalten der Terminologie, die ist bei technischen Inhalten zu empfehlen, lassen sich die Übersetzungskosten drastisch senken (siehe auch Terminologische Datenbank).
Translation-Memory-Systeme
Mit Hilfe dieser Systeme kann genauestens überwacht werden, welche Ursprungsinhalte in welche Zielsprachen bereits übersetzt sind und welche noch nicht. Diese Systeme tragen wesentlich zur Minimierung der Übersetzungskosten bei und schaffen eine einheitliche Übersetzung.

### Strukturierte Inhalte
Gerade im Bereich der Technischen Dokumentation und Kataloge sind Redaktionssysteme mit strukturiertem Inhalt interessant. Diese Systeme weisen eine Ähnlichkeit zu Content-Management-Systemen auf.
Zur Erstellung standardisierter Inhalte und Dokumente wird häufig auf eine sogenannte Dokumenttypdefinition – auch DTD genannt – zurückgegriffen. Eine solche Datei beschreibt den Aufbau eines Dokuments mehr oder weniger streng. Der komplette inhaltliche Aufbau wird festgelegt.
In diesem Feld bieten SGML- und neuerdings XML-Systeme die meisten Vorteile. Mit Hilfe dieser international anerkannten Methoden zur Beschreibung von Information lassen sich DTD und Dokumente inhaltlich klassifizieren und genauestens strukturieren.
Viele Redaktionssysteme nutzen diese Methodik, um strukturierte Dokumente zu erstellen. Je nach Wunsch kann durch das Redaktionssystem oder Editorsystem eine strikte Einhaltung der DTD erzwungen werden oder nicht.

### Vorteile
Der hohe Grad an Strukturierung hat mehrere Vorteile:
- Medienneutralität
- Metainformation: Der Informationsgehalt wird über Auszeichnung bzw. Tags beschrieben
- Einfache Verwaltung und Übersicht über die gesamten gespeicherten Inhalte
- Je nach System freie Wahl des Editors. Z.B.: Microsoft Word, Altova XMLSpy 2007, FrameMaker, Xeditor
- Austauschbarkeit und Wiederauffinden von Information
- Mehrfachverwendung von Information durch Referenzierung
- Redundanzfreiheit
- Automatische Formatierung mittels CSS, XSL-FO, Stylesheets, Transformationen
- Vorhandene DTD-Schemata können verwendet werden. Z.B.: DITA, DocBook
- Einfache Anbindung an Translation Memory Systeme – auch TMS genannt.
- Anbindung an einen Controlled-Language-Checker (CLC) über den Editor möglich. Vgl.: Simplified English
- Einfache Publikation der Inhalte in mehrere Zielformate (*.pdf, *.html, *.doc, *.xml usw.) aus einer Quelle: Single Source Publishing
- Verlinkung von Inhalten in entsprechenden Ausgabeformaten möglich
- Verwendung von Variablen (Zahlen, Maße) z. T. mit Anbindung an ein Produktdatenmanagement-System (PDM)

### Nachteile
Das strukturierte Arbeiten erfordert eine intensive zeitaufwendige Vorbereitung, die zumeist mit hohen Kosten verbunden ist.
- ggf. Dokumentenanalyse
- Ein Informationsmodell (Metadaten, Struktur, Ausgabeformat) sollte entwickelt werden
- Erstellung einer möglichst strukturierten aber flexiblen DTD
- Das Modifizieren von DTDs ist teuer und betrifft alle bisherigen Inhalte
- Die Befüllung der Datenbank
- Altdatenmigration unstrukturierter Inhalte
- Das Erstellen der Formatierung
- Spezialkenntnisse sind erforderlich (Schulung)
- Häufig kein WYSIWYG
- Struktur, Systematik und logisches Denken
- Performanceprobleme können auftreten
- Häufig teuer

## Kosten und Aufwand
Redaktionssysteme sind mit hohen Anschaffungskosten verbunden. Häufig muss ein spezialisierter Dienstleister Unterstützung leisten. Die Kosten resultieren zum einen aus den notwendigen Hardware-Anschaffungen und den Lizenzkosten, zum anderen aus dem Dienstleistungsaufwand für Customizing, Konzeptionierung sowie Umstrukturierung und Einpflegen bestehender Dokumentation.
Viele Anbieter von Redaktionssystemen bieten unterschiedliche Kostenmodelle für die Anschaffung an. Häufig sind die Systeme modular aufgebaut und können bei Bedarf durch Zukauf weiterer Module erweitert werden.